# 北迈阿密 (佛罗里达州)
北迈阿密（英語：North Miami）是位于美国佛罗里达州邁阿密-戴德縣东北部的一座城市，坐落于比斯坎湾沿岸，距离迈阿密市中心约10英里（16公里）。作为南佛罗里达迈阿密都会区的一部分，北迈阿密地处迈阿密和劳德代尔堡之间，距离迈阿密国际机场约12英里，距离劳德代尔堡-好莱坞国际机场约17英里。城市东临比斯坎湾，西部边界延伸至95号州际公路，北接北迈阿密海滩，南邻比斯坎帕克。
北迈阿密的历史可以追溯到1856年，当时美军士兵开辟了一条连接劳德代尔堡和迈阿密河口达拉斯堡的小径，即现今的军事步道。1891年，该地区迎来了首位定居者，如今的北迈阿密一带在当时最初被称为拱溪（Arch Creek）。1896年，随着佛罗里达东海岸铁路延伸至迈阿密，火车站周边地区逐渐发展成为社区中心。1924年，为缓解洪水问题，当地开凿了比斯坎运河，但也影响了当地的农业发展。1920年代佛罗里达地产热潮带来了更多人口和建屋需求，1926年拱溪正式建制为迈阿密海岸镇（Town of Miami Shores），后于1931年更名为北迈阿密（镇）。第二次世界大战结束后，大量退伍军人及其家庭迁入，推动了当地住宅、道路和商业设施的建设，使北迈阿密在1951年成为全美增长最快的城镇之一。1953年，北迈阿密升格为市。
这座城市是佛罗里达国际大学比斯坎湾校区的所在地。此外，北迈阿密拥有多个重要地标，包括北迈阿密当代艺术博物馆以及佛罗里达州最大的城市公园——奥莱塔河州立公园。拱溪公园则坐落于一处已坍塌的天然石拱桥遗址上，这个石拱桥正是该地区最初名称的由来。交通方面，北迈阿密拥有完善的道路网络。比斯坎大道斜向贯穿城市东部，西迪克西公路从东北向西南斜穿整个城市，95号州际公路则纵贯城市西半部。公共交通方面，由迈阿密-戴德运输营运的迈阿密都会巴士线覆盖市内主要道路，北迈阿密还提供名为“NoMi Express”的免费复古铛铛车服务。
北迈阿密拥有庞大的海地裔人口，已形成中产阶级海地裔美国人的社区，吸引许多海地人从迈阿密市中心迁居至此。2001年，共和党人约瑟法·塞莱斯坦成为迈阿密-戴德县大型社区中首位海地裔市长,此后，北迈阿密连续产生了多位海地裔市长。
2016年，北邁阿密市議會通過決議，計劃在西北第7大道興建全州首個中國城，命名為「中國城文化藝術創新區」，目標是吸引中國投資並促進經濟發展。然而，該項目自推出以來便引發爭議，部分居民擔憂會排擠當地非裔與海地裔社區。新冠疫情期間，反對聲浪升高，進度亦大幅延宕。至2023年，市議會最終決定剔除「中國城」相關元素，改為「西北第七大道文化藝術創新區」，強調反映社區多元文化。